# Oskar Brenner
Oskar Brenner (* 13. Juni 1854 in Windsheim; † 12. Juni 1920 in Dirlewang bei Mindelheim) war ein deutscher Germanist. Er hatte von 1892 bis 1919 den Lehrstuhl für Deutsche Philologie an der Julius-Maximilians-Universität Würzburg inne. Seine bedeutendste wissenschaftliche Leistung war die langjährige philologische Betreuung der Weimarer Luther-Ausgabe.

## Werdegang
Oskar Brenner wuchs in einer Apothekerfamilie auf. Nach dem Abitur am Wilhelmsgymnasium München studierte er in Erlangen und München Theologie, Klassische Philologie und Germanistik. Im Jahr 1877 wurde er im Fach Klassische Philologie mit einer Untersuchung zur Darstellung Nord- und Mitteleuropas in antiken Schriften promoviert und bereits ein Jahr später bei Konrad Maurer in der altnordischen Literaturgeschichte habilitiert. Er erhielt die Venia Legendi für germanische Sprachen und Literaturen und war in diesem Fach von 1878 bis 1885 als Privatdozent und anschließend als außerordentlicher Professor an der Ludwig-Maximilians-Universität München tätig.
Die Universität Würzburg berief ihn 1892 als Nachfolger von Matthias von Lexer auf den Lehrstuhl für Deutsche Philologie, obwohl die Fakultät den Jenaer Ordinarius Friedrich Kluge favorisiert hatte, der für sein 1883 erschienenes etymologisches Wörterbuch bekannt geworden war. Brenner amtierte von 1897 bis 1898 als Dekan der Philosophischen Fakultät und von 1914 bis 1915 als Rektor der Universität. Im Jahr 1909 wurde er mit dem Königlichen Verdienstorden vom Heiligen Michael IV. Klasse ausgezeichnet, 1915 folgte die Ehrung II. Klasse. In jenem Jahr verlieh ihm die Evangelisch-Theologischen Fakultät der Universität Erlangen für seine philologische Mitarbeit an der Weimarer Ausgabe der Werke Martin Luthers die Ehrendoktorwürde. Oskar Brenner wurde 1919 emeritiert. Er verstarb im Jahr darauf.

## Forschung
Vor allem in der Zeit vor seiner Berufung nach Würzburg bildeten die Dialekte in Bayern einen Schwerpunkt seiner Forschung. Davon zeugt insbesondere das zweibändige Werk Bayerns Mundarten. Beiträge zur deutschen Sprach- und Volkskunde, das er gemeinsam mit August Hartmann verfasste. Im Jahr 1894 gründete Brenner in Würzburg den Verein für bayerische Volkskunde und Mundartforschung und trug damit zur Etablierung der Volkskunde, der späteren europäischen Ethnologie, als universitäres Fach bei. Außerdem veröffentlichte er Editionen altnordischer Texte sowie Einführungen in die mittelhochdeutsche Grammatik.
Von 1905 bis 1920 betreute Oskar Brenner die Edition der Werke Martin Luthers durch Textrevision sowie Wort- und Sacherläuterungen. Die Weimarer Ausgabe wurde 1883 begonnen und erst im Jahr 2009 abgeschlossen. Horst Brunner sieht in dieser Arbeit des Würzburger Philologen dessen „größtes wissenschaftliches Verdienst“. Darüber hinaus begleitete Brenner die Bemühungen um eine Vereinheitlichung der Rechtschreibung in den deutschsprachigen Staaten, die Anlass der Orthographischen Konferenz von 1901 waren.

## Veröffentlichungen (Auswahl)
- Nord- und Mitteleuropa in den Schriften der Alten bis zum Auftreten der Cimbern und Teutonen. Kaiser-Verlag, München 1877. (Zugleich: Dissertation, München. Digitalisat)
- Über die Kristni-Saga. Kritische Beiträge zur altnordischen Literaturgeschichte. Kaiser-Verlag, München 1878. (Zugleich: Habilitationsschrift, München. Digitalisat)
- mit August Hartmann: Bayerns Mundarten. Beiträge zur deutschen Sprach- und Volkskunde. 2 Bände. Kaiser-Verlag, München 1892 und 1895.
- Die lautlichen und geschichtlichen Grundlagen unserer Rechtschreibung. Teubner-Verlag, Leipzig 1902.